# Musikrat der DDR
Der Musikrat der DDR war die Dachorganisation sämtlicher Musikeinrichtungen der DDR. Er wurde am 9. Mai 1962 in Berlin von Hanns Eisler gegründet. Sitz war das Büro in der Leipziger Straße. Mitglieder waren namhafte Komponisten, Musikwissenschaftler, Interpreten sowie Musikorganisationen. Am 18. Juni 1966 wurde er in den Internationalen Musikrat der UNESCO aufgenommen. 1990 erfolgte der Beitritt zum Deutschen Musikrat.

## Leitung des Rates
Präsidenten
- Hanns Eisler (1962)
- Ernst Hermann Meyer (1965–1971)
- Dieter Zechlin (1971–1990)
- Georg Katzer (1990)

Vizepräsidenten
- Erich Stockmann (1982–1990)
- Kurt Schwaen (1986)

Generalsekretäre
- Nathan Notowicz (1962–1968)
- Wolfgang Lesser (1968–1979, 1983–1985)

Sekretäre
- Hans-Joachim Geisthardt (1962–1969)
- Vera Reiner (1969–1990)